# انتخابات شورایاری‌های محله‌های شهر تهران (۱۳۹۳)
چهارمین دورهٔ انتخابات شورایاری‌های شهر تهران ۲۲ اسفند ۱۳۹۳ در شهر تهران برگزار می‌شود.
در این انتخابات در ۳۵۴ محله، ۷ شورایار از ۱۳ عضو هر شورایاری محله برگزیده می‌شوند.
انتخابات سومین دوره در دو مرحله در ۲۲ و ۲۸ شهریور ۱۳۸۷ برگزار شده‌بود. البته طبق مصوبهٔ شورای شهر قرار بود عمر شورایاری چهار سال باشد که تمدید شد.

## پی‌نوشت و منبع
1. ↑  «اعلام جزئیات انتخابات شورایاری‌های شهر تهران». ستاد هماهنگی شورایاری‌ها. ۲۲ اسفند ۱۳۹۳. بایگانی‌شده از اصلی در ۲۰ مارس ۲۰۱۵. دریافت‌شده در ۱۳ مارس ۲۰۱۵.
2. ↑  «امروز، انتخابات شورایاری‌های شهر تهران». تابناک. ۲۲ شهریور ۱۳۸۷. بایگانی‌شده از اصلی در ۲ آوریل ۲۰۱۵. دریافت‌شده در ۱۳ مارس ۲۰۱۵.
3. ↑  «دوره فعالیت شورایاری‌ها 4 سال شد». همشهری. ۳ مهر ۱۳۸۶.